# Ognina
Ognina est un site préhistorique sicane puis sicule de l’Âge du bronze, situé dans la province de Syracuse, près du cap Ognina, entre la péninsule de la Maddalena (au sud de Syracuse) et Avalo, dans le sud-est de la Sicile (Italie).

## Céramique
Une céramique similaire à la céramique d’Ognina existe à Malte pendant la phase préhistorique maltaise de Borġ in-Nadur (1500 - 725 av. J.-C.).